# Egglestonichthys bombylios
Egglestonichthys bombylios es una especie de peces de la familia de los Gobiidae en el orden de los Perciformes.

## Hábitat
Es un pez de mar y, de clima tropical y demersal que vive hasta los 29 m de profundidad. 

## Distribución geográfica
Se encuentra en Australia. 

## Observaciones
Es inofensivo para los humanos. 